# No Tears Left to Cry
No Tears Left to Cry – utwór amerykańskiej piosenkarki Ariany Grande, wydany 20 kwietnia 2018 roku nakładem wytwórni Republic Records jako główny singiel z albumu Sweetener.
Nagranie w Polsce uzyskało status czterokrotnie platynowej płyty.

## Historia wydania
| Region            | Data             | Format                 | Wytwórnia | Przypisy |
| ----------------- | ---------------- | ---------------------- | --------- | -------- |
| Cały świat        | 20 kwietnia 2018 | Digital download       | Republic  | [ 2 ]    |
| Stany Zjednoczone | 23 kwietnia 2018 | Hot adult contemporary | Republic  | [ 3 ]    |
| Stany Zjednoczone | 24 kwietnia 2018 | Contemporary hit radio | Republic  | [ 4 ]    |
| Stany Zjednoczone | 24 kwietnia 2018 | Rhythmic contemporary  | Republic  | [ 5 ]    |
| Włochy            | 27 kwietnia 2018 | Contemporary hit radio | Universal | [ 6 ]    |
| Niemcy            | 15 czerwca 2018  | Singel CD              | Universal | [ 7 ]    |